# Salles-Curan
Salles-Curan település Franciaországban, Aveyron megyében. Lakosainak száma 1030 fő (2022. január 1.). Salles-Curan Alrance, Arvieu, Ayssènes, Canet-de-Salars, Castelnau-Pégayrols, Montjaux, Prades-Salars, Viala-du-Tarn, Villefranche-de-Panat és Curan községekkel határos.

## Népesség
A település népessége az elmúlt években az alábbi módon változott:
| Lakosok száma | 1538 | 1419 | 1277 | 1066 | 1064 | 1057 | 1043 | 1013 | 1005 | 1030 |
|               | 1968 | 1982 | 1990 | 2006 | 2013 | 2015 | 2017 | 2019 | 2020 | 2022 |